# Zug (Westsahara)
Zug (auch Zoug oder Sug; arabisch الزوك, DMG az-Zūk) liegt im äußersten Südosten der Westsahara, 170 km von Atar, Mauretanien entfernt. Das einzige Sandmeer in der Westsahara (bekannt als Galb Azefal) befindet sich in der Nähe. Zug liegt im von der Frente Polisario kontrollierten Teil der Westsahara (Freie Zone). Dort ist das Hauptquartier der 1. Militärregion der Demokratischen Arabischen Republik Sahara (DARS) und beherbergt einen DARS-Militärstützpunkt und ein kleines Krankenhaus.

## Spanisches Krankenhaus
Im Juni 2009 hatten drei Freundschaftsvereinigungen aus Alicante (Spanien) ein Treffen mit saharauischen Ministern mit dem Ziel, ein Krankenhaus in der Stadt zu errichten. Im September fand ein Solidaritätskonzert mit Chambao und Oléfunk & Mario Díaz in Altea statt, um Geld für das Projekt zu sammeln. Im November wurde ein Abkommen zwischen POLISARIO-Vertretern und Mitgliedern der Freundschaftsvereinigungen unterzeichnet, um das Gebäude zu errichten. Im Jahr 2011 waren die Bauarbeiten abgeschlossen und es fehlte nur noch die Ausstattung und medizinische Versorgung, um es zu eröffnen.
Es ist der Standort eines ehemaligen Außenpostens der spanischen Fremdenlegion.

## Archäologie
In der Nähe von Zug gibt es einige neolithische Gravuren mit geometrischen Mustern, ähnlich wie andere, die in Tschad und Südmarokko gefunden wurden.

## Partnerstädte

### Spanien
- Agullent (seit Dezember 1998)[5]
- Ajangiz
- Dénia (seit Dezember 1998)[5]
- Lemoiz
- Maracena[6]
- Medina del Campo (seit August 2008)[7]
- Plentzia
- Torrelavega (seit Juli 2008)[8]
- Valdemoro (seit November 2007)[9]
- Zegama[10]
- Zierbena
- Zumaia

### Italien
- Campo nell’Elba
- Cantagallo (seit September 2001)
- Collesalvetti
- Crespina (seit Oktober 2007)[11]
- Lamporecchio
- Reggello
- Rosignano Marittimo (seit 1993)[12]